# 摩理臣山道
摩理臣山道（英語：Morrison Hill Road）是香港的一條道路，位於香港島灣仔東部，為區內的主要道路。摩理臣山道南接黃泥涌道及皇后大道東交界，北接天樂里及灣仔道交界。與此交匯的道路包括崇德街、堅拿道、體育道及禮頓道等。摩理臣山道以西為摩理臣山，現已夷平。
此路鄰近香港仔隧道跑馬地出口（北面出口），是香港島南區經該隧道前往銅鑼灣的主要道路。
摩理臣山道以燈飾店林立而著名，是香港主要燈飾店集中地。

## 街名由來
街道以摩理臣山命名，而摩理臣山則以傳教士摩理臣（Morrison）父子——馬禮遜和馬儒翰命名。除了摩理臣山道外，摩理臣街亦以其命名。

## 途經著名地點
- 南洋酒店
- 跑馬地馬場
- 香港銅鑼灣太平洋帆船酒店
- 伊利沙伯體育館

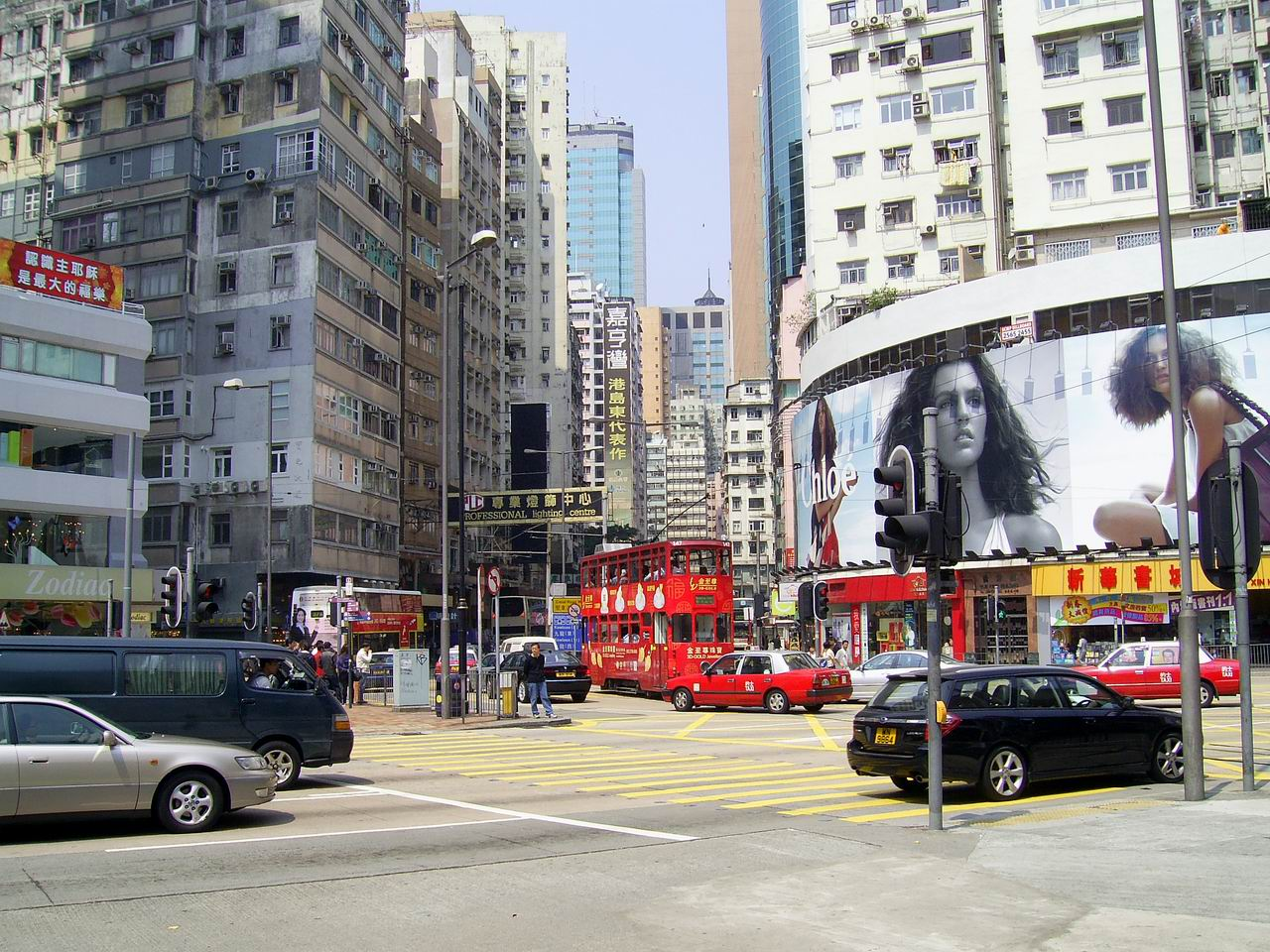
摩理臣山道與禮頓道之交匯點
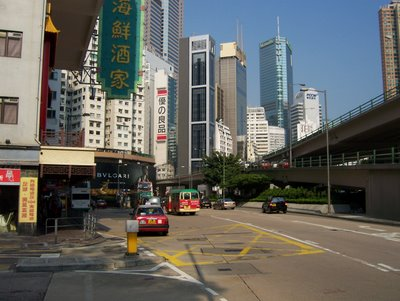
摩理臣山道與崇德街交界
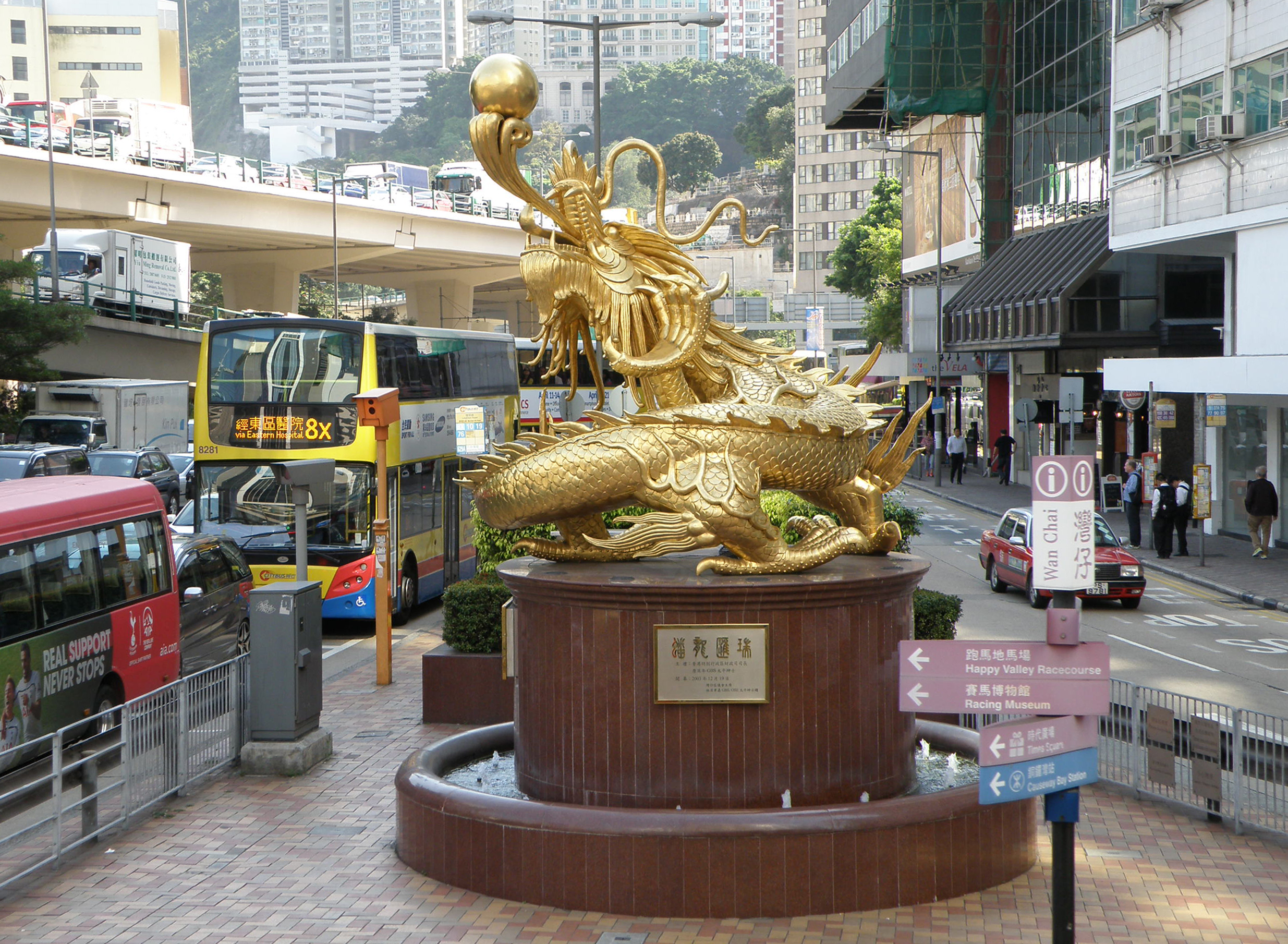
摩理臣山道的「蟠龍匯瑞」雕像

## 交匯道路

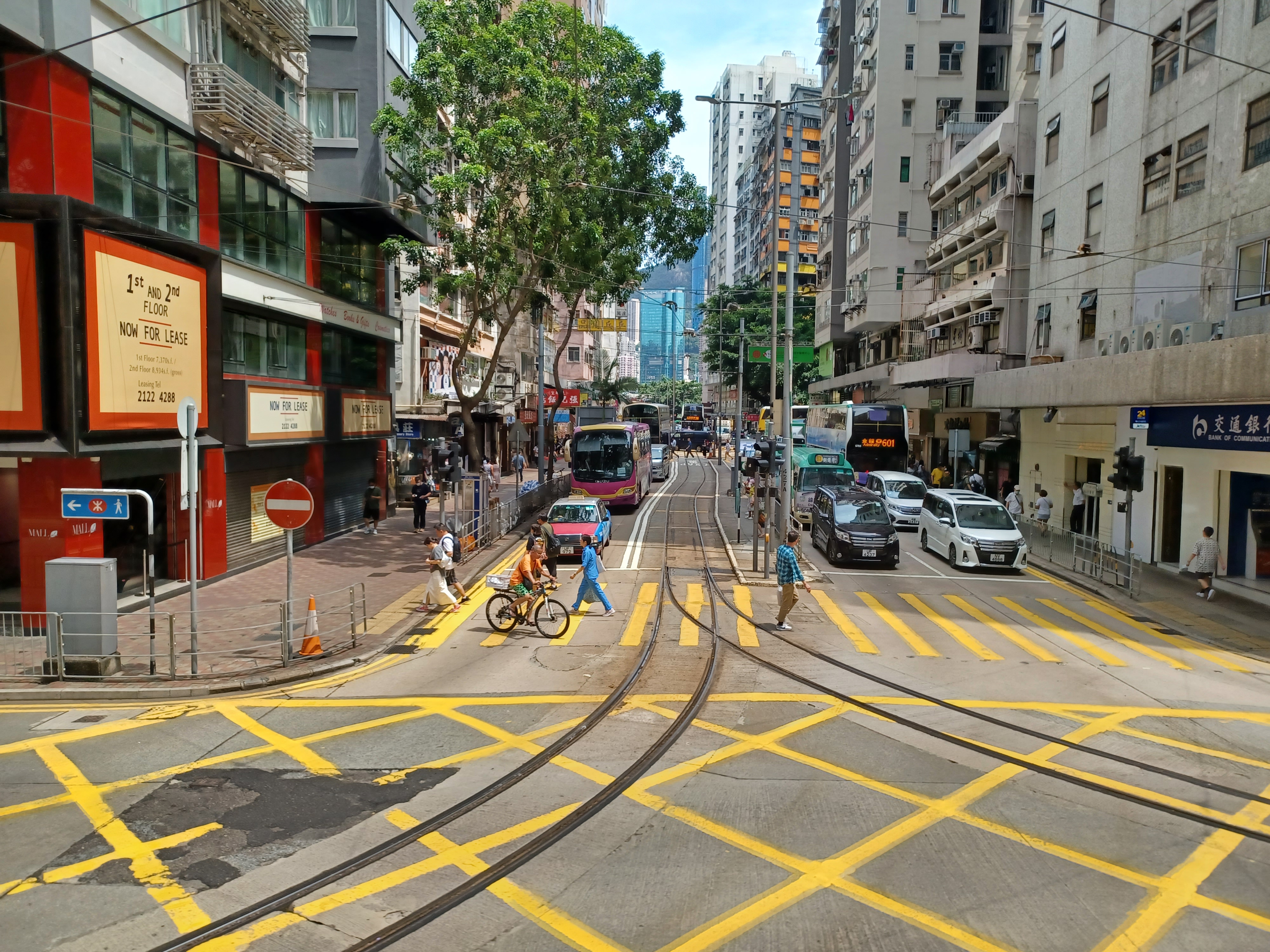
天樂里

- 天樂里
- 灣仔道
- 霎西街
- 立德里
- 禮頓道
- 體育道
- 崇德街
- 黃泥涌峽天橋
- 皇后大道東
- 黃泥涌道

### 新界區專線小巴19S線
- 坑口（北） ↔ 銅鑼灣（摩利臣山道）

## 外部連結
- 摩理臣山道地圖 （页面存档备份，存于）